# Audience d'un site web
 (mars 2020).

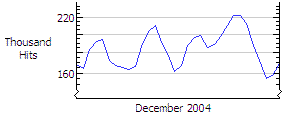
Trafic Web de Wikipédia en décembre 2004

L'audience d'un site web est l'ensemble des personnes qui visitent ce site web.
Sur internet, il existe plusieurs indicateurs permettant de mesurer l'audience d'un site web, tels que le nombre de visiteurs uniques, le nombre de pages vues, le nombre de visites, la durée moyenne des visites, etc. Ces données, associées à d'autres données quantitatives telles que les indicateurs clés de performance, participent à la mesure, la collecte et l'analyse de données provenant d'Internet (ce qu'on appelle les métriques du Web, en anglais Web analytics) qui permettent de comprendre et d’optimiser les usages du web.

## Contexte et principaux indicateurs utilisés
« Avec le développement des études sur Internet (en), on constate depuis quelques années la focalisation des différents acteurs sur un nouveau type de données : les « métriques du Web ». Permettant d’agréger, de mesurer et d’enregistrer les comportements des internautes sur les plateformes du Web social, ces « métriques du Web » constituent une nouvelle porte d’entrée dans l’analyse et la compréhension des comportements en ligne. »
L'analyse de l'audience d'un site web peut notamment être pratiquée dans le cadre de l'optimisation pour les moteurs de recherche (SEO). Dans un contexte de vente en ligne, les mesures d'audience font référence à la mesure d'aspects d'un site web liés à la stratégie commerciale de l'entreprise comme quelles sont les pages web ayant conduit au plus grand nombre d'achats en ligne ?
Dans un contexte de Business to Business, en plus de la mesure quantitative, il est possible d'avoir une mesure qualitative du trafic grâce à la collecte de informations centrées client (customer-centrics), comme les adresses IP. Pour différencier les solutions standard de Web Analytics celles-ci sont qualifiées de solutions Web Analytics B2B.
Les mesures d'audience et de fréquentation sur Internet se classent en trois grandes familles :
- la mesure centrée-site (site-centric) ;
- la mesure centrée-utilisateur (user-centric) ;
- la mesure centrée-visiteur identifié sous forme de Raison Sociale (customer-centrics).

Il est possible de mesurer le trafic de différentes façons dont :
- la volumétrie de données ;
- le nombre de visiteurs uniques ;
- le nombre de pages affichées.

Avec les outils actuels, par exemple Google Analytics, Adobe Analytics, Webtrends (en) Analytics, Matomo ou Analyzer NX d'AT Internet, il est possible de rentrer plus en détail dans l'analyse du trafic, entre autres :
- l'origine des visiteurs ;
- le taux de conversion ;
- le temps passé ;
- le taux de rebond ;
- la technologie utilisée sur le poste client ;
- la configuration utilisée par le poste client ;
- le contenu.

## La mesure centrée-site (site-centric)
La mesure site-centric est une mesure basée sur le site Internet. Deux approches technologiques sont aujourd'hui utilisées :
- l'analyse des journaux ;
- la technologie dite des marqueurs TAG.

### L'analyse des journauxou «log files»
Un journal (en anglais log file ou plus simplement log) est un fichier texte regroupant l’ensemble des événements survenus sur un serveur web incluant les requêtes et les réponses. Les journaux sont des fichiers générés par les serveurs web à chacune de leurs transactions. On peut en modifier le format pour les rendre plus compatibles avec les différents outils d'analyse. Le serveur web (Apache, IIS) qui délivre un site web note également dans un fichier toutes les demandes (hits) de fichiers qui lui sont faites. Il s'agit donc d'analyser ces fichiers afin d'obtenir les données statistiques de fréquentation d'un site web.

### La mesure de fréquentation par marqueurs Tag
Alternative à l'analyse des fichiers logs serveur, les technologies de marqueurs, appelés en anglais tags (on parle aussi de web beacons (en) ou de web bugs (en) qu'on peut traduire par mouchards) permettent aussi une analyse du trafic. Les marqueurs ou tags sont généralement des appels d'images invoqués par JavaScript dans le code de la page web. Ils doivent donc être soigneusement ajoutés dans chaque page à analyser.
La mesure de fréquentation par marqueurs consiste à marquer chaque page d’un site avec un code (JavaScript généralement). Lorsqu'une page est appelée par un navigateur, le code placé sur la page envoie une requête à un serveur de comptage qui comptabilisera le trafic ainsi généré. L’intérêt du site-centric est d’offrir une mesure exhaustive de la fréquentation d'un site sur les critères des visites et des pages vues. Ce type de mesure permet également une mesure très fine des rubriques/sous-rubriques et une analyse de la fréquentation jour/jour. La mesure site-centric s'adapte aussi bien à la mesure de l'Internet fixe que mobile.
L'OJD, dont le rôle est de dresser des procès-verbaux d'audience des différents médias et notamment les sites Internet, n'a retenu que la mesure par marqueurs pour la mesure de la fréquentation des sites Internet.

## La mesure centrée-utilisateur (user-centric)
En B to C, la mesure centrée utilisateur est une mesure basée sur un panel d’internautes. La mesure par panel repose sur la constitution d’un échantillon d’internautes que l’on équipe d’un logiciel de suivi de l’audience qui enregistrera l’intégralité des usages internet. Pour assurer la représentativité d’un tel panel, il est nécessaire de mener une étude de cadrage qui indiquera la structure que le panel devra avoir. Enfin pour être en mesure de produire des résultats au niveau individuel, l’ensemble des membres des foyers recrutés sont intégrés dans le panel avec un identifiant propre à chacun. 
L'intérêt du centrée utilisateur est d'offrir une base de comparaison cohérente des principaux sites en termes de pénétration en France et sur leur marché, et de connaître le profil des internautes.
En B to B la mesure centrée utilisateur est optimisée en centrée client (customer centrics) » et est une mesure basée sur la révélation des noms d'Organisations qui visitent un site web. La mesure repose donc sur une analyse de 100 % du trafic et permet d'apporter une vue segmentée du visitorat. Ceci permet de mener des audits de sites web fin au regard des objectifs des Stratégies Digitales B to B. Et de manière plus poussée, cela aide à la mise en place d'objectifs SMART (Spécifique, Mesurable, Ambitieux, délimités dans le Temps) pour les équipes Webmarketing.
Un autre intérêt majeur de la mesure centrée client est la possibilité de mesurer le capital relationnel web des visiteurs de votre site web et de le transformer en avantage concurrentiel pour les équipes de ventes.

## Méthodes mixtes dites «hybrides»
Certains outils d'analyse Web utilisent une méthode hybride qui consiste à insérer par JavaScript les informations correspondant aux marqueurs dans les logs.
De nombreux administrateurs de système utilisent un outil d'analyse des logs conjointement avec un système de marqueurs.

## Autres méthodes
L'analyse de trames réseau (en anglais packet sniffing), permet d'observer l'activité réseau d'un serveur web et d'en déduire son trafic. À l'instar d'une solution de type logs, on y perd les notions d'événements et d'interactivité.

### L'argument financier
Les logs sont générés automatiquement par le serveur web mais peuvent, au bout d'un certain temps, représenter une masse de données assez considérable (plusieurs gigaoctets). Il devient préférable de générer des logs par semaine ou par mois de l'année. Ces logs doivent être stockés et pouvoir être aussi accessibles et transférables que possible.
Les méthodes à base de tags stockent leurs informations directement dans une base de données qui sert par la suite à générer les rapports et/ou à exporter ces données vers différents systèmes d'information.

## Définitions et vocabulaire
Le Parlement et le Conseil de l'Union européenne (11 avril 2024), pour les services de médias dans le marché intérieur, ont défini la « mesure de l'audience » comme « l'activité de collecte, d'interprétation ou de traitement de données relatives au nombre et aux caractéristiques des utilisateurs de services de médias ou des utilisateurs de contenu sur des plateformes en ligne aux fins de décisions concernant l'allocation, les prix, les achats ou les ventes de publicités ou concernant la planification ou la distribution de contenu ».
- Pages vues : Désigne le nombre de fois où une page web est affichée (« rendue ») dans un navigateur web pour une période donnée (par défaut, on parle de pages vues par mois)[5]. On parle aussi d'impressions.
- Visites (ou sessions) : Une visite est définie comme une série de pages web consultées de façon consécutive durant un laps de temps défini. On parle aussi de sessions.
- Visiteur / visiteur unique (ou utilisateur) : Un visiteur est un internaute qui :
  - consulte une série de pages web consécutives (détectées par les tags) ;
  - effectue une série de requêtes web (enregistrées dans les logs).

Le caractère unique vient de l'attribution d'un identifiant unique : numéro de session (log) ou cookie.
Le visiteur unique se définit comme le dédoublonnement des visites sur la base d'un cookie. La notion de visiteur unique est liée au temps (visiteur unique sur une journée, une semaine, un mois…). Il y a de grandes discussions sur cette notion puisque les outils site centric mesurent précisément des « navigateurs uniques » et ne savent pas reconnaitre la même personne connectée depuis son travail et depuis son domicile alors que les outils user centric savent reconnaitre la personne mais n'ont en général pas assez de données pour faire une mesure précise.
- Temps moyen par visite : c'est la moyenne des temps des visites mesurées sur un site. Cette moyenne ne prend en compte que les visites d'au moins deux pages vues afin d'avoir un temps.
- Taux de rebond (en anglais : bounce rate) : indique, en pourcentage, le nombre des visiteurs qui n'ont visité qu'une seule page d'un site web donné par rapport au nombre total de visiteurs de ce site. Un fort taux de rebond n'est pas nécessairement une mauvaise chose pour un site quand il s'agit d'un visiteur voulant une donnée précise, de type : numéro de téléphone, adresse, nombre d'habitants, etc., tels les annuaires, dictionnaires… Mais, plus généralement, un taux de rebond bas (plus d'une page consultée ou/et plus d'une action sur un site donné par un visiteur) traduit un site dynamique.
- Capital Relationnel Web : c'est la mesure de l'interaction et de l'intérêt d'une organisation pour les messages et informations ramenant sur le site web. Ce sont des informations riches et apportant un avantage concurrentiel clé dès que l'on est à même de les insérer dans un processus d'usage tant marketing que commercial.

## Méthodes liées aux web Analytics

### Les problèmes inhérents aux cookies
Deux attributs caractérisent un cookie en termes de Web Analytics : son domaine et sa date d'expiration. C'est d'ailleurs très souvent la date d'expiration du cookie qui détermine l'unicité d'un visiteur.
Si le domaine est le même que celui du site qui est consulté, on parle de cookie d'origine (en anglais : first-party cookie). En revanche, si le domaine est différent du site consulté, on parle de cookie tiers (en anglais : third-party cookie).
La plupart des cookies tiers sont générés par des sites d'annonceurs publicitaires ou de ciblage d'audience Internet.
Les cookies tiers sont très souvent la cible d'outils ou de filtres anti-spyware ou anti-publicitaires qui bloquent la création de ces cookies. En ajoutant à cela les différents mécanismes d'effacement des cookies, les chiffres concernant les visiteurs uniques peuvent être réduits de 5 % à 40 %. Ce grand écart est une estimation car il est extrêmement difficile d'évaluer avec précision le taux de blocage et/ou d'effacement des cookies. 
De manière générale, les cookies d'origine sont moins sujets au blocage car jugés moins intrusifs que les cookies tiers mais ils demeurent quand même sensibles à l'effacement.

### Tag Management System
Des outils de gestion de balises permettent de simplifier le déploiement des systèmes d'analyse de trafic, que cela soit des pixels de conversions ou des scripts JavaScript.